# Потапычев, Александр Николаевич
Александр Николаевич Потапычев (1913, Палашино, Юрьевецкий уезд, Костромская губерния — 1983, Палашино, Пучежский район, Ивановская область) — бригадир семеноводческого колхоза «Свобода» Пучежского района, Герой Социалистического Труда.

## Биография
Родился в крестьянской семье. В семь лет остался сиротой, рос у дальних родственников. Работал вместе со старшими в поле. Семнадцатилетним, одним из первых, вступил в колхоз.
В 1941 году был призван в Красную Армию, с того же времени — на фронте. В 1942 году был тяжело ранен в бою под Ленинградом. После госпиталя вернулся на родину.
Стал работать бригадиром льноводческой бригады в колхозе «Свобода». В 1949 году его бригада получила высокий урожай: волокнистого льна-долгунца 7,5 центнеров и семян 7,06 центнера с одного гектара на площади в 6 гектаров.
Указом Президиума Верховного Совета СССР от 9 июня 1950 года за получение высокого урожая льна-долгунца Потапычеву Александру Николаевичу присвоено звание Героя Социалистического Труда с вручением ордена Ленина и золотой медали «Серп и Молот».
Руководил бригадой ещё год. Дали себя знать старые раны, и он вынужден был уйти на пенсию.
Жил в деревне Палашино. Скончался в 1983 году.
Награждён орденом Ленина, медалями.